# Charles Laganne

Ancien Château d'eau de Toulouse, 19 juillet 1899. Photographie d'Eugène Trutat, conservée au Muséum de Toulouse

Charles Laganne (1722 - 1789) est un homme de loi, procureur du roi et capitoul toulousain en 1753.

## Biographie
En 1761, dans l'affaire Calas Charles Laganne, procureur du roi en la ville et sénéchaussée de Toulouse, montre un zèle qui dépasse les bornes en demandant une peine a minima contre Jean Calas.
Charles Laganne fait un discours en 1773 contenant l'histoire des Jeux Floraux et de Clémence Isaure prononcé devant le Conseil de la ville de Toulouse dans laquelle il démontre qu'elle et son testament n'ont jamais existé.
Bienfaiteur, il a contribué à l'amélioration de la ville en améliorant le système d'eau potable de la ville. Il a notamment légué 50 000 pièces d'or au château d'eau de Toulouse. La place du château d'eau porte désormais son nom, tout comme la rue qui borde le cours Dillon à Toulouse.
Il était marié avec Marie-Anne de Carrière d'Aufrery, décédée en 1817.

## Publications
- Charles Lagane, Discours contenant l'histoire des Jeux Floraux et celle de Dame Clémence, Ville de Toulouse, 1774 (lire en ligne)